# Jack Gifford
John "Jack" F. Gifford (11 janvier 1941 - 11 janvier 2009) est un ingénieur et homme d'affaires américain, notamment connu pour être fondateur et ancien président-directeur général, président et président du conseil d'administration de Maxim Integrated Products, société de semi-conducteurs analogiques à San Jose, en Californie. Il a occupé le poste de PDG de la société jusqu'à sa retraite en 2007 

## Vie et carrière
Gifford est né en 1941 et est diplômé du lycée Banning à Los Angeles, en Californie. Il fréquente l'université de Californie à Los Angeles (UCLA) grâce à une bourse de baseball et souhaite jouer de manière professionnelle. Cependant, Gifford épouse son amoureuse de lycée à dix-huit ans et s'est rendu compte qu'il ne pouvait pas jouer au baseball et entretenir sa femme et son enfant. Il est diplômé de l'UCLA avec un diplôme de la BSEE en 1963. Il est un chrétien. 
Après avoir obtenu son diplôme, Gifford est ingénieur concepteur chez Electronic Specialties à Los Angeles. Il est rapidement recruté par Fairchild Semiconductor, à l'âge de 24 ans. À Fairchild, Gifford gravit les échelons de la direction pour devenir le premier directeur des produits analogiques de la société. En 1968, Gifford cofonde Advanced Micro Devices et est vice-président du marketing et de la planification de la société. Gifford quitte Advanced Micro Devices pour commencer une carrière dans l'agriculture. Peu de temps après, il devient consultant à temps partiel chez Intersil, dans la division analogique, tout en poursuivant ses activités agricoles. Finalement, Gifford quitte l'agriculture pour occuper le poste à temps plein de vice-président de la division analogique puis de PDG d'Intersil. Chez Intersil, Gifford joue un rôle déterminant dans le développement de CMOS de faible puissance pour les applications analogiques, qui devient l’un des plus grands marchés de circuits intégrés analogiques au monde. Gifford est considéré comme l'un des « pères fondateurs » de l'industrie des puces analogiques. 
En 1983, Gifford cofonde Maxim Integrated Products et dirige la société en tant que PDG et président pour les 24 années suivantes. Il développe une culture d’attentes élevées en mettant l’accent sur l’innovation. Chez Maxim, il élabore une liste de treize principes, appelés principes de Maxim, pour définir la culture de l'entreprise. En 2007, lorsque Gifford prend sa retraite en tant que président, directeur général et président de Maxim, Maxim compte plus de 10 000 employés et affiche un chiffre d'affaires supérieur à 2 milliards de dollars. La Securities and Exchange Commission enquête sur la société pour des options d'achat d'actions antidatées depuis juin 2006. Quelques mois après le départ à la retraite de Gifford, le CFO démissionne et la société est radiée de la liste car la société a retraité les résultats de 2000 à 2005. 
Gifford conserve sa passion pour le baseball tout au long de sa vie. En 1994, il fonde, parraine et joue pour les Maxim Yankees, une équipe de baseball « wood bat » semi-professionnelle. Il soutient également plusieurs programmes de baseball universitaires - Stanford, Californie, l'université Santa Clara, l'université d'État de San Jose et l'UCLA. À UCLA, il finance et supervise la construction du site de frappe Jack and Rhodine Gifford, une installation de 980 m2 d’entraînement au stade Jackie Robinson. 
Marié pendant près de 49 ans, Gifford a trois filles. Gifford est décédé à l'âge de 68 ans d'une crise cardiaque à Kamuela, à Hawaii.

## Honneurs et récompenses
- 1988 - Nommé pour le prix national de l'entrepreneur de l'année par Arthur Young
- 1990 - Élu au temple de la renommée du baseball de l'UCLA
- 1991 - Ancien élève de l'année du collège d'ingénieurs de l'UCLA
- 1992 - Conférencier d'inauguration à la cérémonie de remise des diplômes du collège d'ingénieurs de l'UCLA en 1992
- 2001 - Nommé PDG de l'année par le magazine Electronic Business
- 2004 - Le joueur le plus âgé à avoir participé aux séries mondiales du Congrès national de baseball
- 2005 - Nommé PDG du secteur des semi-conducteurs de l'Amérique par le magazine Institutional Investor
- 2007 - Conférencier d'inauguration à l'université d'Hawaï, Hilo
- 2007 - Diplôme honoris causa de docteur en lettres humaines, de l'université de Hawaii, Hilo
- 2008 - Récipiendaire du Special Service Award de la Hot Stove Baseball Society du comté de Santa Clara